# NGC 5484
NGC 5484 este o galaxie eliptică situată în constelația Ursa Mare. A fost descoperită în 14 aprilie 1789 de către William Herschel.